# Tour de Catalogne 1923
Le Tour de Catalogne 1923 est la cinquième édition du Tour de Catalogne, une course cycliste par étapes en Espagne. La course se déroule pour la première fois sur quatre étapes, entre le 31 mai et le 3 juin 1923, sur un total de 644 km. Le vainqueur final est le Français Maurice Ville. Il s'impose devant ses compatriotes José Pelletier et José Nat.
La première et la quatrième étape sont essentiellement plates, tandis que les principales difficultés sont dans la deuxième étape avec le col de Lilla et le col del Bruc, et la troisième étape avec l'ascension du col de Santigosa.
58 cyclistes sont inscrits à la course, certains d'entre eux sont étrangers, mais finalement seuls 52 prennent le départ et 27 la terminent.

## Étapes
| Étape     | Date     | Villes étapes        | km     | Vainqueur d’étape | Leader du classement général |
| --------- | -------- | -------------------- | ------ | ----------------- | ---------------------------- |
| 1re étape | 31 mai   | Barcelone - Reus     | 172 km | Maurice Ville     | Maurice Ville                |
| 2e étape  | 1er juin | Reus - Manresa       | 160 km | Maurice Ville     | Maurice Ville                |
| 3e étape  | 2 juin   | Manresa - Figueras   | 172 km | José Pelletier    | Maurice Ville                |
| 4e étape  | 3 juin   | Figueras - Barcelone | 142 km | Maurice Ville     | Maurice Ville                |

### Étape 1. Barcelone - Reus. 172 km
|   | Cycliste           | Temps           |
| - | ------------------ | --------------- |
| 1 | Maurice Ville      | 7 h 10 min 00 s |
| 2 | Etienne Dorfeuille | + 1 min 10 s    |
| 3 | José Nat           | + 3 min 25 s    |

|   | Cycliste           | Temps           |
| - | ------------------ | --------------- |
| 1 | Maurice Ville      | 7 h 10 min 00 s |
| 2 | Etienne Dorfeuille | + 1 min 10 s    |
| 3 | José Nat           | + 3 min 35 s    |

### Étape 2. Reus - Manresa. 160 km
|   | Cycliste        | Temps           |
| - | --------------- | --------------- |
| 1 | Maurice Ville   | 6 h 35 min 00 s |
| 2 | José Nat        | + 1 min 10 s    |
| 3 | Victorino Otero | + 1 min 15 s    |

|   | Cycliste        | Temps            |
| - | --------------- | ---------------- |
| 1 | Maurice Ville   | 13 h 45 min 00 s |
| 2 | José Nat        | + 4 min 45 s     |
| 3 | Victorino Otero | + 7 min 15 s     |

### Étape 3. Manresa - Figueres. 172 km
|   | Cycliste       | Temps           |
| - | -------------- | --------------- |
| 1 | José Pelletier | 6 h 34 min 00 s |
| 2 | Maurice Ville  | + 1 min 00 s    |
| 3 | Mució Miquel   | + 2 min 30 s    |

|   | Cycliste       | Temps            |
| - | -------------- | ---------------- |
| 1 | Maurice Ville  | 20 h 20 min 00 s |
| 2 | José Pelletier | + 13 min 10 s    |
| 3 | José Nat       | + 20 min 47 s    |

### Étape 4. Figueres - Barcelone. 142 km
|   | Cycliste           | Temps           |
| - | ------------------ | --------------- |
| 1 | Maurice Ville      | 6 h 16 min 00 s |
| 2 | José Pelletier     | m. t.           |
| 3 | Etienne Dorfeuille | m. t.           |

|   | Cycliste       | Temps            |
| - | -------------- | ---------------- |
| 1 | Maurice Ville  | 26 h 36 min 00 s |
| 2 | José Pelletier | + 13 min 10 s    |
| 3 | José Nat       | + 20 min 47 s    |

## Classement final
| Pos. | Cycliste            | Temps             |
| 1    | Maurice Ville       | 26 h 36 min 00 s  |
| 2    | José Pelletier      | + 13 min 10 s     |
| 3    | José Nat            | + 20 min 47 s     |
| 4    | Victorino Otero     | + 27 min 35 s     |
| 5    | Mució Miquel        | + 31 min 40 s     |
| 6    | Étienne Dorfeuille  | + 32 min 12 s     |
| 7    | Miguel García       | + 1 h 27 min 10 s |
| 8    | Francesc Tresserras | + 1 h 27 min 30 s |
| 9    | Juan Solanas        | + 1 h 28 min 02 s |
| 10   | José Maria Sans     | + 1 h 39 min 40 s |